# Claire Gantet
Claire Gantet est une historienne moderniste spécialiste de la Guerre de Trente Ans et des traités de Westphalie de 1648, ainsi que de l'Allemagne entre 1500 et 1815 et des relations franco-allemandes. Parmi ses autres champs de recherches, elle s'intéresse à l'histoire du rêve entre 1500 et 1830, aux périodiques savants des XVIIe et XVIIIe siècles, au somnambulisme magnétique et à l'histoire des savoirs et des sciences.

## Carrière
Agrégée d'histoire en 1994, Claire Gantet obtient un diplôme d'études approfondies à l'Université de Paris I sur La formation de la mémoire de la guerre de Trente ans. Étude des fêtes de la paix dans les villes d’Allemagne du Sud (1648-1871) sous la direction d'Étienne François puis elle soutient sa thèse sur les Discours et images de la paix dans des villes d'Allemagne du Sud aux XVIIe et XVIIIe siècles en 1999, sous la direction d'Étienne François, pour laquelle elle obtient le prix de la Fondation Ernest Lavisse l'année suivante.
Maître de conférences à l'Université Paris-I Panthéon Sorbonne entre 1999 et 2015, elle est professeure d'histoire moderne à l'université de Fribourg en Suisse depuis 2015.
Depuis 2019, elle est présidente de la Société suisse pour l'étude du XVIIIe siècle. Par ailleurs, elle est membre associé de l'Institut d’Histoire Moderne et Contemporaine (UMR 8066).